# Luc-sur-Orbieu
Luc-sur-Orbieu là một xã của Pháp, nằm ở tỉnh Aude trong vùng Occitanie. 
Người dân địa phương trong tiếng Pháp gọi là Lucquois.

## Hành chính
| Danh sách các xã trưởng                |           |                                |      |                                 |
| Giai đoạn                              | Giai đoạn | Tên                            | Đảng | Tư cách                         |
| 1791                                   | 1793      | Paul ESCLOUPIE                 |      |                                 |
| 1793                                   | 1794      | Jacques RAYNAUD                |      |                                 |
| 1794                                   | 1799      | Jacques VENES                  |      |                                 |
| 1799                                   | 1808      | Jacques RAIMOND                |      |                                 |
| 1808                                   | 1815      | Michel MURAT                   |      |                                 |
| 1815                                   | 1848      | Louis BERTRAND                 |      |                                 |
| 1848                                   | 1848      | Antoine BOUZINAC               |      | Maire par intérim               |
| 1848                                   | 1848      | Aimé BERTRAND                  |      |                                 |
| 1848                                   | 1849      | François MARTY                 |      |                                 |
| 1849                                   | 1850      | Guillaume ASPERGES             |      | Chủ tịch xã lâm thời            |
| 1850                                   | 1852      | François BOUZINAC              |      |                                 |
| 1852                                   | 1855      | Jean Pierre BERTRAND           |      |                                 |
| 1855                                   | 1865      | Auguste BERTRAND               |      |                                 |
| 1865                                   | 1870      | Louis BERTRAND                 |      |                                 |
| 1870                                   | 1873      | Marcelin GAÏSSET               |      |                                 |
| 1873                                   | 1874      | Alphonse DANTRAS               |      |                                 |
| 1874                                   | 1876      | Ediste ESCLOUPIE               |      |                                 |
| 1876                                   | 1878      | Alphonse DANTRAS               |      |                                 |
| 1878                                   | 1880      | Marcelin GAÏSSET               |      |                                 |
| 1880                                   | 1881      | Léopold GIBERT                 |      |                                 |
| 1881                                   | 1882      | Antoine BOUZINAC de la BASTIDE |      |                                 |
| 1882                                   | 1883      | Pascal GUILHAUMOU              |      |                                 |
| 1883                                   | 1884      | Antoine GAUBERT                |      |                                 |
| 1884                                   | 1885      | François BOUZINAC              |      |                                 |
| 1885                                   | 1900      | Georges BALMIGERE              |      |                                 |
| 1900                                   | 1902      | Jean Jules GAISSET             |      |                                 |
| 1902                                   | 1905      | Georges BALMIGERE              |      |                                 |
| 1905                                   | 1907      | Pascal BERTRAND                |      |                                 |
| 1907                                   | 1921      | Georges BALMIGERE              |      |                                 |
| 1921                                   | 1929      | Mémorin BERTRAND               |      |                                 |
| 1929                                   | 1930      | Mathurin RIEUX                 |      |                                 |
| 1930                                   | 1935      | Simon MIQUEL                   |      |                                 |
| 1935                                   | 1936      | Joseph MOLINIER                |      |                                 |
| 1936                                   | 1942      | Joseph SABATIER                |      |                                 |
| 1942                                   | 1944      | Georges BOUZINAC de la BASTIDE |      | Chủ tịch đoàn đại biểu đặc biệt |
| 1944                                   | 1947      | Joseph SABATIER                |      |                                 |
| 1947                                   | 1949      | Simon MIQUEL                   |      |                                 |
| 1949                                   | 1965      | Jacques LAGARDE                |      |                                 |
| 1965                                   | 1971      | Claude BIDAUD                  |      |                                 |
| 1971                                   | 1989      | Fernande GALY                  |      |                                 |
| 1989                                   | 1990      | Robert CASSANG                 |      |                                 |
| 1990                                   | 1995      | Claude BERNIJOL                |      |                                 |
| 1995                                   | 2001      | Raymond LERAT                  |      |                                 |
| 2001                                   |           | Gilles MESSEGUER               |      |                                 |
| Tất cả các dữ liệu trước đây không rõ. |           |                                |      |                                 |

## Thông tin nhân khẩu
| Năm | 1962 | 1968 | 1975 | 1982 | 1990 | 1999 | 2007 |
| --- | ---- | ---- | ---- | ---- | ---- | ---- | ---- |
| Dân số | 711  | 728  | 720  | 709  | 726  | 786  | 936  |
| From the year 1968 on: No double counting—residents of multiple communes (e.g. students and military personnel) are counted only once. |      |      |      |      |      |      |      |